# Arboleda del Montseny
El Arboretum, La Arboleda del Montseny, en catalán: Arboretum, l'arbreda del Montseny, es un arboretum que se encuentra en el municipio de Santa María de Palautordera, en la comarca del Vallés Oriental, en la comunidad autónoma de Cataluña, España.

## Historia
Este arboreto fue creado con el objetivo de mostrar la variedad de las especies arbóreas del macizo y parque natural del Montseny ( montaña reconocida por la Unesco (1978) como reserva de la biosfera ), en el que se puedan estudiar y disfrutar, mediante el paseo, de la ecología de esta zona.
Aquí también se encuentra un "Observatorio Meteorológico", y el "Museo Comajoan", con una representación de la fauna del parque.

## Colecciones
Se muestran más de 50 especies leñosas del macizo del Montseny tal como encinas, alcornoques, bojes, fresnos, sauces, hayas, robles, y numerosas coníferas autóctonas. 